# Boettcheria similis
Boettcheria similis är en tvåvingeart som beskrevs av Guilherme A.M.Lopes 1946. Boettcheria similis ingår i släktet Boettcheria och familjen köttflugor. Inga underarter finns listade i Catalogue of Life.